# Hexacloreto de tungsténio
O hexacloreto de tungsténio ou cloreto de tungsténio (VI) é um composto de tungsténio e cloro com a fórmula WCl6. Esta espécie de cor azul-violeta escura chumbada existe na forma de um sólido volátil em condições padrão. É um importante reagente inicial na preparação de compostos de tungsténio.  WCl6 é um exemplo raro de um hexacloreto com carga neutra, sendo outro exemplo ReCl6. Mais bem conhecido que WCl6 é o ainda mais volátil WF6.
Sendo um ião d0, W(VI) forma derivados diamagnéticos. O hexacloreto é octaédrico com distâncias W-Cl equivalentes de 2,24 - 2,26 Å.  No  WCl6, os ligandos de cloreto são dadores.
A metilação com trimetilalumínio produz hexametil tungsténio. O tratamento com butil lítio produz um reagente útil na desoxigenação de epóxidos.
Os ligandos cloreto em WCl6 podem ser substituídos por muitos ligandos aniónicos incluindo Br−, NCS−, e RO− (R = alquila, arila).

## Considerações sobre segurança
WCl6 é um oxidante muito corrosivo, e hidrolisa libertando cloreto de hidrogénio.